# زیبا (ترانه امینم)
«زیبا» (به انگلیسی: Beautiful) عنوان تک‌آهنگی از خواننده آمریکایی امینم است. سبک این ترانه رپ راک و هیپ‌هاپ است. این تک‌آهنگ در بیلبورد مقام هفدهم را بدست آورد و همچنین مقام دوازدهم را در بین برترین ترانه‌های بریتانیا بدست آورد.

## جوایز و نامزدها
| سال  | مراسم             | موضوع            | کار              | نتیجه    |
| ---- | ----------------- | ---------------- | ---------------- | -------- |
| ۲۰۱۰ | ماچ میوزیک آواردز | بهترین ویدئو سال | بهترین ویدئو سال | نامزدشده |
| ۲۰۱۰ | گرمی آواردز       | بهترین اجرای رپ  | بهترین اجرای رپ  | نامزدشده |